# Vaivre-et-Montoille
Vaivre-et-Montoille é uma comuna francesa na região administrativa de Borgonha-Franco-Condado, no departamento de Alto Sona. Estende-se por uma área de 8,48 km². Em 2010 a comuna tinha 2 473 habitantes (densidade: 291,6 hab./km²).